# Wereldkampioenschappen jiujitsu 2000
De Wereldkampioenschappen jiujitsu 2000 waren door de Ju-Jitsu International Federation (JJIF) georganiseerde kampioenschappen voor jiujitsuka's. De vierde editie van de wereldkampioenschappen vond plaats van 25 tot 26 november 2000 in het Deense Kopenhagen.

## Uitslagen

### Heren
| Gewichtsklasse | Goud                | Zilver          | Brons            | Brons              |
| -------------- | ------------------- | --------------- | ---------------- | ------------------ |
| –62 kg         | Kelly Molinari      | Nils Schalhorst | Taco Morren      | Dariusz Świercz    |
| –69 kg         | Gerhard Ableidinger | Peter Petrovič  | Christian Mattle | Daniel Gascó       |
| –77 kg         | Jan Henningsen      | Didier Cézar    | Michel van Rijt  | Gregory Vallarino  |
| –85 kg         | Rob Haans           | Peter Bevc      | Ricard Carneborn | Thierry Grimaud    |
| –94 kg         | Eduardo Figueiredo  | Kamal Temal     | Grzegorz Zimoląg | Ralf Witzkowski    |
| +94 kg         | Marcelo Figueiredo  | Dariusz Zimoląg | Remco Pardoel    | Jean-Jacques Ségui |

### Dames
| Gewichtsklasse | Goud            | Zilver                | Brons              | Brons               |
| -------------- | --------------- | --------------------- | ------------------ | ------------------- |
| –55 kg         | Annabelle Reydy | Simone Schmitt-Jacobs | Mariam Rosenwanger | Diana Gascó         |
| –62 kg         | Katrin Berger   | Patricia Hekkens      | Petra Gasselich    | Emmanuelle Toucanne |
| –70 kg         | Judith de Weerd | Sophie Albert         | Anna Dimberg       | Nicole Sydbøge      |
| +70 kg         | Sabine Felser   | Aude Engrand          | Alicja Lasota      | Jennie Brolin       |

### Duo's
| Categorie | Goud                              | Zilver                                    | Brons                            | Brons                                |
| --------- | --------------------------------- | ----------------------------------------- | -------------------------------- | ------------------------------------ |
| Heren     | Andreas Richter Raik Tietze       | Tom Jacobs Wim Kersemans                  | Jérôme Laurent Bruno Pereira     | Thomas Darholt Kent Hielscher        |
| Dames     | Karina Lauridsen Vibeke Mortensen | Sandy Van Landeghem Vanessa Van de Vijver | Silvia Alvarez Nuray Batman      | Simona Ferrari Valeria Zaccaria      |
| Gemengd   | Frank Stjernholm Camilla Prien    | Daniel Hofmann Marion Tremel              | Barry van Bommel Angelique Poort | Miguel Ángel Benítez Isabel Talavera |

1994 ·
1996 ·
1998 ·
2000 ·
2002 ·
2004 ·
2006 ·
2008 ·
2010 ·
2011 ·
2012 ·
2014 ·
2015 ·
2016 ·
2017 ·
2018 ·
2019 ·
2021 ·
2022